# Telex (česká hudební skupina)
Telex byla strakonická punková kapela, která vznikla v roce 1984 a ukončila svou činnost v roce 2005.

## Historie
Kapela Telex se původně nazývala Novodur a hrála přejaté punkrockové písně po českých vesnicích. V roce 1984 však byl její koncert rozehnán příslušníky SNB a kapele zakázána činnost. V roce 1986 se kapela znovu formuje pod názvem Armavir, činnost této kapely je však brzy zakázána také. O několik měsíců později vzniká kapela třetí, nyní již pod názvem Telex. Její hudební styl byl mnohem tvrdší, než kapel původních, nejednalo se již o punkrock, nýbrž téměř o hardcore. V roce 1989 kapela vydala své první MC – demo nazvané „Řeznickej krám“. Po tomto demu a velké koncertní aktivitě, se z kapely však oddělují tři členové a zakládají ostře hardcorové L.D.Totenkopf.

## „Nový Telex“
V roce 1996 se znovu schází celá původní sestava a nahrává CD „Punk Rádio“, které obsahuje většinou skladby z MC „Řeznickej krám“ v jiném provedení. Kapela po několika koncertech však opětovně ukončuje činnost a znovu se navrací až v roce 2002. Po sporadickém koncertování kapela v roce 2005 končí. Od roku 2012 však kapela opět občasně koncertuje. Karel Bouša v současné době působí v pražské kapele Carlos and His Coyotes.

## Členové
- Karel Bouša – zpěv
- Pavel Ouředník – kytara
- Martin Horský – baskytara
- Miloš Vondrášek – bicí
- Martin Štěpánek (textař) – kytara, texty a hudba
- Jiří Král – kytara (do 1985
- Zbyšek Milanovský – kytara (od 1986)

## Diskografie
- Řeznickej krám (1989)
- Epidemie - kompilace (1990)
- Punk Rádio (2005)